# Física mesoscópica
La física mesoscópica es una subdisciplina de la física de la materia condensada que se ocupa de materiales de tamaño intermedio. Estos materiales varían en tamaño entre la nanoescala para una cantidad de átomos (como una molécula) y los materiales que miden micrómetros.[cita requerida] El límite inferior también se puede definir como el tamaño de los átomos individuales. A nivel micrométrico se encuentran los materiales a granel. Tanto los objetos mesoscópicos como macroscópicos contienen muchos átomos. Mientras que las propiedades promedio derivadas de sus materiales constituyentes describen objetos macroscópicos, ya que generalmente obedecen a las leyes de la mecánica clásica, un objeto mesoscópico, por el contrario, se ve afectado por fluctuaciones térmicas alrededor de la media, y su comportamiento electrónico puede requerir modelado a nivel de mecánica cuántica.
Un dispositivo electrónico macroscópico, cuando se reduce a un tamaño mesoscópico, comienza a revelar propiedades mecánicas cuánticas. Por ejemplo, a nivel macroscópico, la resistencia eléctrica de un alambre aumenta continuamente con su diámetro. Sin embargo, a nivel mesoscópico, la conductancia del cable está cuantificada: los aumentos ocurren en pasos completos discretos o individuales. Durante la investigación, los dispositivos mesoscópicos se construyen, miden y observan experimental y teóricamente para avanzar en la comprensión de la física de aislantes, semiconductores, metales y superconductores. La ciencia aplicada de la física mesoscópica se ocupa del potencial de construir nanodispositivos.
La física mesoscópica también aborda problemas prácticos fundamentales que ocurren cuando se miniaturiza un objeto macroscópico, como ocurre con la miniaturización de transistores en la electrónica de semiconductores. Las propiedades mecánicas, químicas y electrónicas de los materiales cambian a medida que su tamaño se acerca a la nanoescala, donde el porcentaje de átomos en la superficie del material se vuelve significativo. Para materiales a granel de más de un micrómetro, el porcentaje de átomos en la superficie es insignificante en relación con el número de átomos en todo el material. La subdisciplina se ha ocupado principalmente de estructuras artificiales de metal o material semiconductor que se han fabricado mediante las técnicas empleadas para producir circuitos microelectrónicos.
No existe una definición rígida para la física mesoscópica, pero los sistemas estudiados están normalmente en el rango de 100 nm (el tamaño de un virus típico ) a 1000 nm (el tamaño de una bacteria típica): 100 nanómetros es el límite superior aproximado para una nanopartícula. Por tanto, la física mesoscópica tiene una estrecha conexión con los campos de la nanofabricación y la nanotecnología. Los dispositivos utilizados en nanotecnología son ejemplos de sistemas mesoscópicos. Tres categorías de nuevos fenómenos electrónicos en tales sistemas son los efectos de interferencia, los efectos de confinamiento cuántico y los efectos de carga.

## Efectos de confinamiento cuántico
Los efectos del confinamiento cuántico describen los electrones en términos de niveles de energía, pozos de potencial , bandas de valencia, bandas de conducción y brechas de bandas de energía de electrones.
Los electrones en materiales dieléctricos a granel (mayores de 10 nm) pueden describirse mediante bandas de energía o niveles de energía de electrones. Los electrones existen en diferentes niveles o bandas de energía. En los materiales a granel, estos niveles de energía se describen como continuos porque la diferencia de energía es insignificante. A medida que los electrones se estabilizan en varios niveles de energía, la mayoría vibra en bandas de valencia por debajo de un nivel de energía prohibido, denominado banda prohibida. Esta región es un rango de energía en el que no existen estados de electrones. Una cantidad menor tiene niveles de energía por encima del espacio prohibido, y esta es la banda de conducción.
El efecto de confinamiento cuántico se puede observar una vez que el diámetro de la partícula es de la misma magnitud que la longitud de onda de la función de onda del electrón. Cuando los materiales son tan pequeños, sus propiedades electrónicas y ópticas se desvían sustancialmente de las de los materiales a granel. A medida que el material se miniaturiza hacia la nanoescala, la dimensión de confinamiento disminuye naturalmente. Las características ya no se promedian por volumen y, por lo tanto, son continuas, sino que están al nivel de cuantos y, por tanto, son discretas. En otras palabras, el espectro de energía se vuelve discreto, medido como cuantos, en lugar de continuo como en los materiales a granel. Como resultado, la banda prohibida se afirma: hay una pequeña y finita separación entre los niveles de energía. Esta situación de niveles de energía discretos se denomina confinamiento cuántico.
Además, los efectos del confinamiento cuántico consisten en islas aisladas de electrones que pueden formarse en la interfaz patrón entre dos materiales semiconductores diferentes. Los electrones suelen estar confinados a regiones en forma de disco denominadas puntos cuánticos. El confinamiento de los electrones en estos sistemas cambia significativamente su interacción con la radiación electromagnética, como se señaló anteriormente.
Debido a que los niveles de energía electrónica de los puntos cuánticos son discretos en lugar de continuos, la adición o sustracción de solo unos pocos átomos al punto cuántico tiene el efecto de alterar los límites de la banda prohibida. El cambio de la geometría de la superficie del punto cuántico también cambia la energía de la banda prohibida, debido nuevamente al pequeño tamaño del punto y a los efectos del confinamiento cuántico.

## Efectos de interferencia
En el régimen mesoscópico, la dispersión de defectos, como las impurezas, induce efectos de interferencia que modulan el flujo de electrones. La firma experimental de los efectos de interferencia mesoscópica es la aparición de fluctuaciones reproducibles en cantidades físicas. Por ejemplo, la conductancia de una muestra determinada oscila de forma aparentemente aleatoria en función de las fluctuaciones de los parámetros experimentales. Sin embargo, el mismo patrón se puede volver a trazar si los parámetros experimentales vuelven a sus valores originales; de hecho, los patrones observados son reproducibles durante un período de días. Estos se conocen como fluctuaciones de conductancia universal.

## Dinámica mesoscópica resuelta en el tiempo
Experimentos de dinámica mesoscópica con resolución temporal: la observación y el estudio, a nanoescalas, de la dinámica de fase condensada , como la formación de grietas en los sólidos, la separación de fases y las fluctuaciones rápidas en el estado líquido o en entornos biológicamente relevantes; y la observación y estudio, a nanoescalas, de la dinámica ultrarrápida de materiales no cristalinos.